# BOXFIGHT
BOXFIGHT（ボックスファイト）は、2010年から2012年頃まで開催された日本の格闘技イベント。「ボクシングスタイルの格闘技」を標榜してパンチ以外の攻撃が禁止されていたが、ボクシングで反則技になるバックハンドブローを認めたり「シューズ着用の自由」があるなどボクシングと異なるルールを採用していた。

## 概要
2010年3月19日、元プロボクサー・キックボクサーの戸田拳士が統括プロデューサーに就任して旗揚げを発表。戸田はボクシングでは西城正三が経営するオークラジム（現：ナカハマボクシングジム）に所属し戸田憲士のリングネームでA級トーナメント優勝経験を持ち、キックボクシングではシルバーウルフに所属し拳士のリングネームでR.I.S.E.などに参戦。
4月に「株式会社BOXFIGHT」を設立。
6月24日、元アマチュアボクシング4冠王者正山照門のゼネラルマネージャー就任が発表された。
5月9日と7月11日にモンデール銀座ホールで選手獲得のためのトライアウトを行い、天田ヒロミ、高瀬大樹、須藤信充といった選手も加えて8月25日に後楽園ホールで旗揚げ戦が開催された。
12月1日の新宿FACE大会より女子部門を創設。JBC公認前に存在した日本女子ボクシング協会（JWBC）のリングを経験している岡田敦子とジェット・イズミの試合が組まれる。同大会男子部門にはボクシング元東洋太平洋ミドル級王者で世界王座挑戦歴も持つ保住直孝らが出場。
2011年2月12日にワンデイトーナメントを開催決定。
3月20日には第1回アマチュア大会を開催。アマチュアはA・B・Cの3クラスに分けて実施される。
2012年11月24日、金網総合格闘技イベント「GRACHAN」に試合提供を行い、世界初の金網ボクシングと銘打たれた。
現在は統括プロデュース兼代表の戸田拳士の負債により倒産。

## 参加資格
15歳以上であり格闘技ジム（フリー可）で練習をする者であれば、男女プロアマ問わない。
アマチュアAクラスはトライアウトを兼ねて行っており、「トライアウト申請」をしていれば、試合内容によって合否判定が下され、合格となればプロフェッショナルに進むことができる。

## ルール
- 攻撃はパンチのみ可。
- ただしボクシングでは反則となるバックハンドブローを基本ルールで認める（2010年10月より）。
- 3分3R（エキストララウンドあり）。アマチュア経験5戦以下かつプロ格闘技未経験者は2分3R（BOXFIGHT5より。当初は3分2R）。1勝を挙げなければ3分3Rで戦えない。
  - ワンデイトーナメントでは1回戦1R、準決勝2R、決勝戦3R（延長は1分）とする。
  - 女子は1ラウンド2分。
- ノックアウト勝利には「KO賞」を設け、ラウンドに応じて金額を変える。

## 階級
| 階級名           | 男子     | 男子     | 女子     | 女子     |
| 階級名           | 体重     | グローブ | 体重     | グローブ |
| ---------------- | -------- | -------- | -------- | -------- |
| ライトフライ級   | ―        | ―        | 48kg     | 6oz      |
| フライ級         | 52kg     | 6oz      | 50kg     | 6oz      |
| バンタム級       | 54kg     | 6oz      | 52kg     | 6oz      |
| フェザー級       | 57kg     | 6oz      | 55kg     | 6oz      |
| ライト級         | 61kg     | 6oz      | 60kg     | 6oz      |
| スーパーライト級 | 65kg     | 8oz      | ―        | ―        |
| ウェルター級     | 69kg     | 8oz      | 65kg     | 6oz      |
| ミドル級         | 75kg     | 8oz      | 71kg     | 8oz      |
| ライトヘビー級   | 81kg     | 10oz     | 77kg     | 8oz      |
| ヘビー級         | +81.01kg | 10oz     | +77.01kg | 10oz     |

## 大会一覧
| 大会名                                      | 開催年月日     | 会場           | 開催地         |
| ------------------------------------------- | -------------- | -------------- | -------------- |
| BOXFIGHT Vol.8                              | 2012年5月12日  | 新宿FACE       | 東京都新宿区   |
| BOXFIGHT Vol.7 〜NAGOYA BOMB〜              | 2012年1月14日  | 千種文化小劇場 | 愛知県名古屋市 |
| BOXFIGHT Vol.6 〜High-Speed & High-Power〜  | 2011年10月29日 | 新宿FACE       | 東京都新宿区   |
| BOXFIGHT Vol.5 〜One year memory〜          | 2011年8月20日  | 新宿FACE       | 東京都新宿区   |
| BOXFIGHT Vol.4 〜57kg以下 1DAY TOURNAMENT〜 | 2011年4月9日   | 新宿FACE       | 東京都新宿区   |
| BOXFIGHT Vol.3 〜65kg以下 1DAY TOURNAMENT〜 | 2011年2月12日  | 新宿FACE       | 東京都新宿区   |
| BOXFIGHT Vol.2 〜second wave〜              | 2010年12月1日  | 新宿FACE       | 東京都新宿区   |
| BOXFIGHT旗揚げ戦 〜first impact〜           | 2010年8月25日  | 後楽園ホール   | 東京都文京区   |

## 王者一覧
| 階級名           | 王者     |
| ---------------- | -------- |
| フライ級         |          |
| バンタム級       |          |
| フェザー級       | 勝田邦裕 |
| ライト級         |          |
| スーパーライト級 | 藍田貴義 |
| ウェルター級     |          |
| ミドル級         |          |
| ライトヘビー級   |          |
| ヘビー級         |          |